# Microchip Technology Inc.
Microchip Technology Inc. es una empresa fabricante de microcontroladores, memorias y semiconductores analógicos, situada en Chandler, Arizona, Estados Unidos.

## Historia
Inicialmente la empresa GI (General Instruments) creó una subdivisión para fabricar dispositivos microelectrónicos. Más tarde esta subdivisión fue vendida a Venture Capital Investors que decidió crear una nueva empresa llamada Arizona Microchip Technology.

## Productos
Los productos que fabricaba eran los microcontroladores PIC y de las memorias EEPROM y EPROM. Hoy es uno de los líderes del mercado de microcontroladores. Algunos de sus productos son:
- Microcontroladores PIC.
  - Serie 12 (gama básica)
  - Serie 16 (gama media)

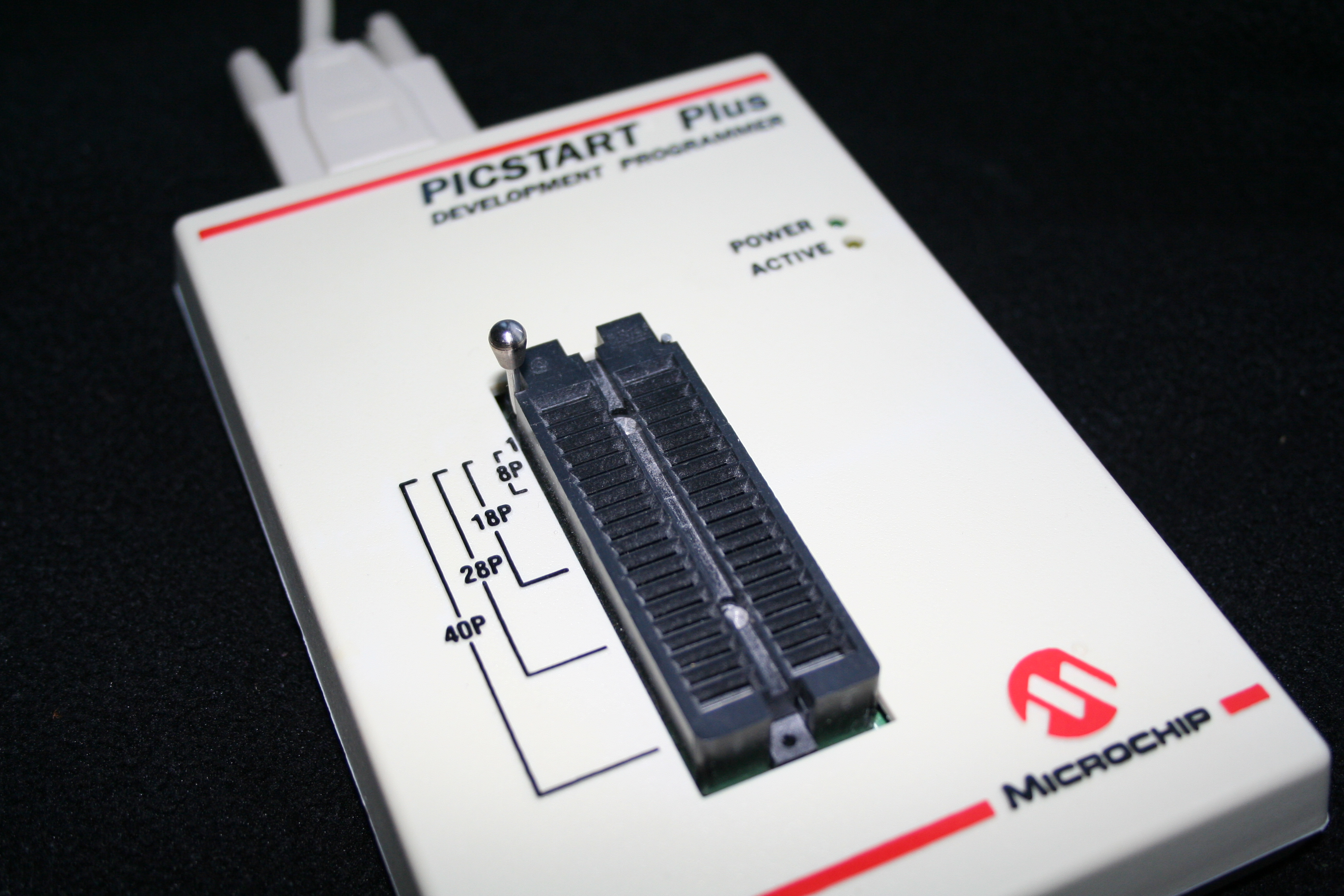
Microchip PICSTART Plus programmer.

    - PIC16F84 (PIC ampliamente utilizado en educación)
    - PIC16F87X
    - PIC16F88

  - Serie 18 (gama alta)
  - PIC24H
  - PIC32 (MCUS de 32 bits)

- dsPIC30F y dsPIC33F.
- Productos analógicos.
- Memorias.
- Productos de radiofrecuencia.

Adicionalmente Microchip Technology Inc. tiene herramientas de desarrollo que facilitan la programación de sus diversos dispositivos.
Desde el año 2016, con la compra de Atmel, ha asumido la comercialización de los productos de esta empresa.

## Competidores
- Analog Devices
- Atmel
- Freescale
- Intel
- Maxim Integrated Products
- Motorola
- Texas Instruments